# Bristol Freighter
El Bristol Type 170 Freighter es un avión bimotor británico diseñado y construido por  Bristol Aeroplane Company como carguero y avión de pasajeros. Su uso más conocido fue como transbordador aéreo para transportar automóviles y sus pasajeros en distancias relativamente cortas. También se produjo una versión solo para pasajeros, conocida como Wayfarer.

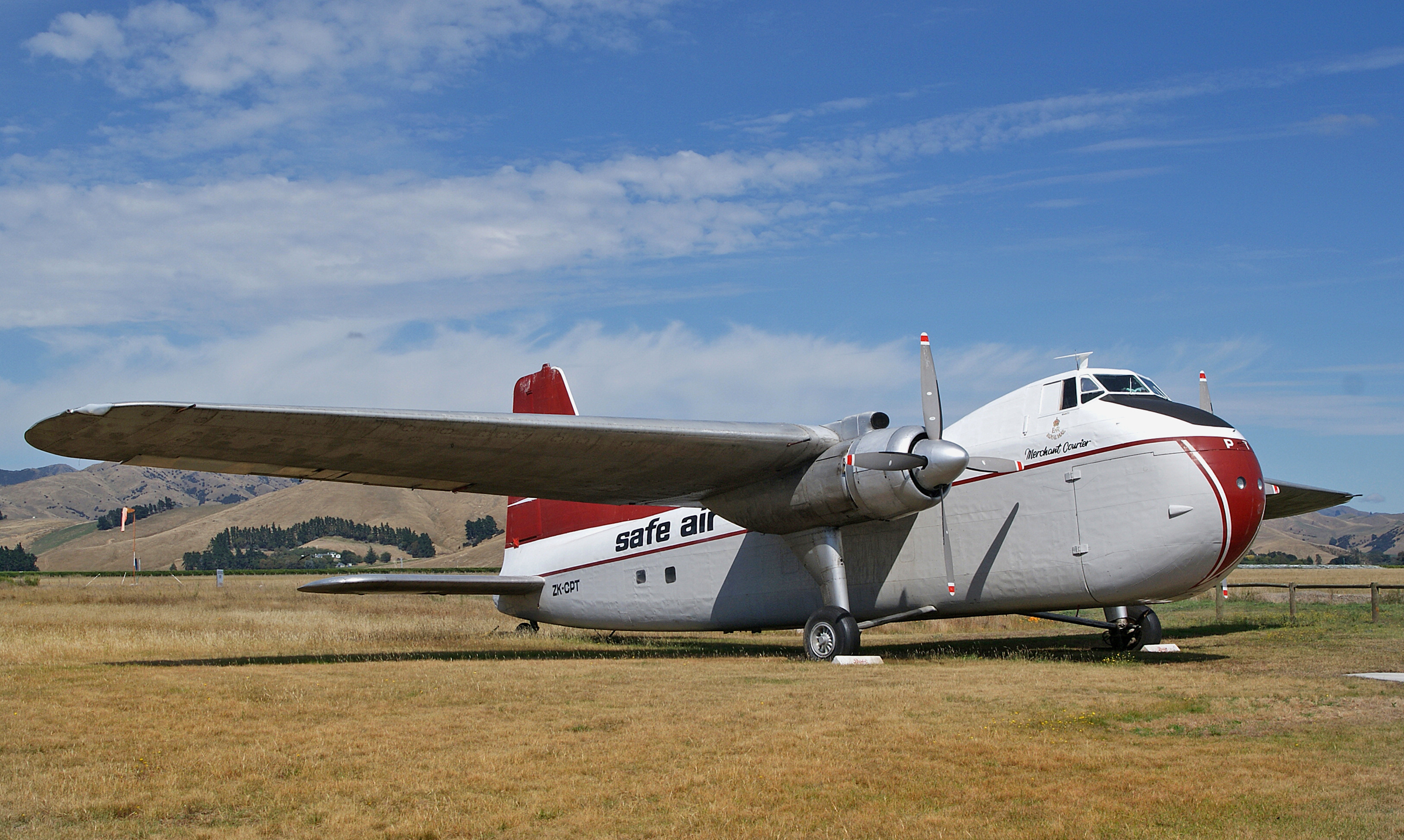
Bristol 170 Freighter

El Freighter se desarrolló durante la Segunda Guerra Mundial y atrajo la atención oficial del Ministerio del Aire británico, que buscaba el desarrollo de un vehículo resistente capaz de transportar varias cargas, incluido un camión de 3 toneladas. Se realizaron varios cambios en el diseño para adaptarse a sus requisitos, pero como se completó demasiado tarde para participar en el conflicto, la mayoría de las ventas del Freighter se realizaron a operadores comerciales. En respuesta a la demanda de los clientes, se desarrolló una versión ampliada para maximizar la capacidad de transporte de vehículos, conocida como Bristol Superfreighter.